# 交響曲第2番 (バックス)
交響曲第2番 ホ短調/ハ長調 は、アーノルド・バックスが1926年に完成させた交響曲。

## 概要
バックスは1924年10月10日に2作目の交響曲の作曲に着手しており、簡略譜には同日の日付が書き入れられている。しかし彼はそこからのオーケストレーションに手間取ることになる。ジュネーヴにおいて1924年から1925年にかけての冬に書き進められ、それ以降も断続的に仕事が進められていった結果、ようやく1926年3月26日に全曲を完成させることが出来た。
完成後、曲はしばらくそのままにされていたが、ボストン交響楽団のために新作を探していたセルゲイ・クーセヴィツキーからバックスに声がかかる。クーセヴィツキーが粘り強く交渉を続けた結果、楽譜の出版が決定し、1929年12月13日と14日に初演が行われる運びとなった。初演を行ったのはクーセヴィツキーとボストン交響楽団である。曲はクーセヴィツキーへと献呈されており、これは彼に対する感謝の表明である思われる。
1930年5月20日には、ロンドンのクイーンズ・ホールにおいてユージン・グーセンス指揮によりイングランド初演が行われた。この数か月前には交響曲第3番が発表されて成功を収めていた。それを受けて音楽評論家のエドウィン・エヴァンスは、バックスの最初の3つの交響曲には「異なる段階にありながらも同じ精神状態であったと思われるものに端を発しており、この交響曲群にはある種の連続性があるように思われる」とコメントしている。
本作は交響曲第1番にも増して荒んだ心境を露わにしているが、それは作曲者の個人的な感情を表したものである。バックス自身は本作について「壊滅的であり抑圧的」であると語っていた。曲の内容にはシベリウス、リヒャルト・シュトラウス、ニールセンらの影響が感じられる。

## 演奏時間
約39分。

## 楽器編成
バックスは非常に大規模な編成を要求している。そのオーケストレーションがもたらす独自の色彩は特筆すべきものとなっている。
フルート3（1人はピッコロ持ち替え）、オーボエ2、コーラングレ、クラリネット3、バスクラリネット、ファゴット2、コントラファゴット、ホルン4、トランペット3、トロンボーン2、バストロンボーン、ユーフォニウム、チューバ、ティンパニ、バスドラム、タンバリン、シンバル、シロフォン、グロッケンシュピール、チェレスタ、ピアノ、ハープ2、オルガン、弦五部。

## 楽曲構成

### 第1楽章
Molto moderato - Allegro moderato
60小節あまりの緩やかな序奏で開始する。その最初の19小節で提示される4つの材料が、両端楽章において幾度も登場することになる。主部に至るとクラリネットから第1主題が提示され、やがてフルートとチェロの独奏によって第2主題が示される。これら2つの主題と序奏部の素材が、リヒャルト・シュトラウスを想起させる管弦楽の響きにより展開される。両主題が再現を受け、楽章は終わりを迎える。

### 第2楽章
Andante
1916年に作曲された管弦楽曲『パトリック・ピアースを偲んで』を引用するこの楽章については、ヴァーノン・ハンドリーはバックスの全交響曲の中でも屈指の美しい緩徐楽章であると述べている。楽章はフルートとハープによって開始され、序奏部の3つ目の材料が重要な役割を果たす。ヴァイオリンに出る主題に次いで2つ目の抒情的な主題を弦楽器が奏してクライマックスを形成する。オルガンにト音が保持される個所は、「壊滅的であり抑圧的」という作曲者の表現を思わせる。ヴァイオリンの独奏により主題が回帰した後、楽章は寒々しく、不安げな様子で閉じられる。

### 第3楽章
Poco largamente - Allegro feroce - Molto largamente
力強く、むき出しの音楽となっている。バックスはこの楽章でホルンに対して「粗野に奏すること」との指示を与えている。10小節の短い序奏が置かれた後、激した音楽が開始される。行進曲調のエピソードを経て、第1楽章序奏部から12小節がそのままの形で引用される。長大なコーダが付されており、第1楽章冒頭に似た雰囲気の中、次第に消え入るようにして全曲を結ぶ。